# L'Alternativa
L'Alternativa, Festival de Cinema Independent de Barcelona és un esdeveniment cinematogràfic anual que se celebra a Barcelona durant el mes de novembre i té com a seu principal el Centre de Cultura Contemporània de Barcelona.
Organitzat per la Fàbrica de Cinema Alternatiu, va celebrar la seva primera edició el 1993. És un festival de cinema que té com a principals objectius l'exhibició de pel·lícules independents de l'àmbit nacional i internacional.

## Seccions
Les Seccions Oficials, d'àmbit internacional, presenten a competició llargmetratges i curtmetratges produïts en els darrers dos anys.
Les Seccions Paral·leles donen a conèixer el cinema independent internacional des d'una perspectiva actual i històrica, posant en relleu la seva originalitat i les seves convergències. Es mostra la producció dels creadors més joves juntament a retrospectives, homenatges, presentacions de films desconeguts de cineastes consagrats i obres de cinematografies poc conegudes.
Les Activitats Paral·leles ofereixen tallers, taules rodones, seminaris i punts de trobada per a professionals i públic general.
La Pantalla Hall és un espai de programació on s'intercalen projeccions de pel·lícules amb presentacions respectives dels cineastes, distribuïdors i programadors. També compta amb una Pantalla Lliure, on es projecten pel·lícules presentades pels seus realitzadors durant la setmana del festival.